# Phidippus nikites
Phidippus nikites là một loài nhện trong họ Salticidae.
Loài này thuộc chi Phidippus. Phidippus nikites được Ralph Vary Chamberlin & Wilton Ivie miêu tả năm 1935.